# Tijuana (gemeente)
Tijuana is een gemeente in de Mexicaanse deelstaat Baja California. Naast de hoofdplaats Tijuana behoren tot de gemeente een tiental kleine plaatsen plus de onbewoonde Coronado eilanden, een tiental kilometers uit de kust. Tijuana heeft een oppervlakte van 879,2 km² waarmee het 2,25% van de oppervlakte van Baja California beslaat.
De gemeente heeft 1.922.523 inwoners (census 2020) en is daarmee de grootste gemeente van Mexico qua bevolking. De stad is onderverdeeld in negen delegaciones of deelgemeentes, die worden bestuurd door een afgevaardigde verkozen door de gemeenteraad op voordracht van de burgemeester. 
Ensenada · Mexicali · Playas de Rosarito · Tijuana · San Felipe · San Quintín · Tecate